# Liste der Stolpersteine in Lüneburg
Die Liste der Stolpersteine in Lüneburg enthält alle Stolpersteine, die im Rahmen des gleichnamigen Projekts von Gunter Demnig in Lüneburg verlegt wurden. Mit ihnen soll Opfern des Nationalsozialismus gedacht werden, die in Lüneburg lebten und wirkten

## Verlegte Stolpersteine
| Adresse                              | Verlege- datum | Person, Inschrift | Bild                                               | Anmerkung                                                       | Nr. |
| ------------------------------------ | -------------- | --- | -------------------------------------------------- | --------------------------------------------------------------- | --- |
| Am Ochsenmarkt 3 (Lage)              | 5. Juli 2009   | Hier arbeitete Hermann Reinmuth Jg. 1902 verhaftet 1934 Sachsenhausen tot 26.4.1942                                                                              | Stolperstein für Hermann Reinmuth                  |                                                                 | 9   |
| Am Sande 4 (Lage)                    | 8. März 2014   | Hier wohnte Paula Less geb. Goetz Jg. 1893 unfreiwillig verzogen 1932 Berlin deportiert 1943 ermordet in Auschwitz                                               | Stolperstein für Paula Less geb. Goetz             |                                                                 | 46  |
| Am Sande 4 (Lage)                    | 8. März 2014   | Hier wohnte Siegmund Less Jg. 1892 unfreiwillig verzogen 1932 Berlin deportiert 1943 ermordet in Auschwitz                                                       | Stolperstein für Siegmund Less                     |                                                                 | 47  |
| Am Sande 15 (Lage)                   | 27. Feb. 2009  | Hier wohnte Theodor Jenckel Jg. 1873 eingewiesen 15.10.1901 'Heilanstalt’ Lüneburg ermordet 1941 T4-Aktion                                                       | Stolperstein für Theodor Jenckel                   |                                                                 | 19  |
| Am Schifferwall 3 (Lage)             | 19. Feb. 2013  | Hier wohnte Max Marcus Jg. 1881 verzogen 1906 Berlin deportiert 1943 ermordet in Auschwitz                                                                       | Stolperstein für Max Marcus                        |                                                                 | 27  |
| Am Schifferwall 3 (Lage)             | 19. Feb. 2013  | Hier wohnte Thekla Marcus Jg. 1887 unfreiwillig verzogen 1941 Hamburg deportiert 1942 ermordet in Riga                                                           | Stolperstein für Thekla Marcus                     |                                                                 | 28  |
| Am Wienebütteler Weg 1 (Lage)        | 27. Feb. 2009  | Charlotte Regenthal Jg. 1939 eingewiesen 11.11.1942 'Heilanstalt’ Lüneburg ermordet 19.12.1942 'Kinder-Aktion'                                                   | Stolperstein für Charlotte Regenthal               |                                                                 | 23  |
| Am Wienebütteler Weg 1 (Lage)        | 31. März 2005  | Hier ermordet Edeltraut Wölki Jg. 1937 tot Mai 1943 | Stolperstein für Edeltraut Wölki                   |                                                                 | 24  |
| Am Wienebütteler Weg 1 (Lage)        | 31. März 2005  | Hier ermordet Bernhard Filusch Jg. 1941 tot Juni 1942 | Stolperstein für Bernhard Filusch                  |                                                                 | 25  |
| Am Wienebütteler Weg 1 (Lage)        | 22. Nov. 2019  | Dieter Lorenz Jg. 1942 eingewiesen 28.11.1944 Pflegeanstalt Lüneburg 'Kinderfachabteilung' ermordet 14.12.1944                                                   | Stolperstein für Dieter Lorenz                     |                                                                 | 63  |
| Am Wienebütteler Weg 1 (Lage)        | 22. Nov. 2019  | Heinrich Biester Jg. 1901 eingewiesen 1927 Pflegeanstalt Lüneburg 'verlegt’ 21.5.1941 Hadamar ermordet 21.5.1941 'Aktion T4'                                     | Stolperstein für Heinrich Biester                  |                                                                 | 64  |
| Auf dem Kauf 13 (Lage)               | 19. Feb. 2013  | Hier wohnte Albert Horwitz Jg. 1890 durch Heirat mit Hilfe überlebt                                                                                              | Stolperstein für Albert Horwitz                    |                                                                 | 29  |
| Auf dem Kauf 13 (Lage)               | 19. Feb. 2013  | Hier wohnte Paula Horwitz Jg. 1892 verzogen 1923 Frankfurt deportiert 1941 Minsk ermordet                                                                        | Stolperstein für Paula Horwitz                     |                                                                 | 30  |
| Auf dem Kauf 13 (Lage)               | 19. Feb. 2013  | Hier wohnte Selma Horwitz Jg. 1897 Flucht USA überlebt | Stolperstein für Selma Horwitz                     |                                                                 | 31  |
| Auf dem Meere 29 (Lage)              | 22. Nov. 2019  | Hier wohnte Bernhard Filusch Jg. 1941 eingewiesen 1942 Pflegeanstalt Lüneburg 'Kinderfachabteilung' ermordet 15.6.1942                                           | Stolperstein für Bernhard Filusch                  |                                                                 | 56  |
| Auf dem Meere 33 (Lage)              | 28. Okt. 2023  | Hier wohnte Heinrich Röhrup Jg. 1914 mehrmals eingewiesen Zuletzt 9.6.1940 Heilanstalt Lüneburg 'verlegt' 7.3.1941 Pirna-Sonnenstein ermordet 7.3.1941 Aktion T4 | Stolperstein für Heinrich Röhrup                   |                                                                 | 70  |
| Auf dem Schmaarkamp 21 (Lage)        | 22. Nov. 2019  | Hier wohnte Rosa Rose Jg. 1901 deportiert 1943 Auschwitz-Birkenau ermordet 6.10.1943                                                                             | Stolperstein für Rosa Rose                         |                                                                 | 52  |
| Auf dem Schmaarkamp 21 (Lage)        | 22. Nov. 2019  | Hier wohnte Amalie Karoline Rose Jg. 1879 deportiert 1943 Auschwitz-Birkenau ermordet 16.2.1944                                                                  | Stolperstein für Amalie Karoline Rose              |                                                                 | 51  |
| Auf dem Schmaarkamp 21 (Lage)        | 22. Nov. 2019  | Hier wohnte Max Rose Jg. 1905 deportiert 1943 Auschwitz-Birkenau ermordet 17.5.1943                                                                              | Stolperstein für Max Rose                          |                                                                 | 53  |
| Auf dem Schmaarkamp 21 (Lage)        | 28. Okt. 2023  | Hier wohnte Adolf Rose Jg. 1940 deportiert 1943 Auschwitz-Birkenau ermordet                                                                                      | Stolperstein für Adolf Rose                        |                                                                 | 65  |
| Auf dem Schmaarkamp 21 (Lage)        | 28. Okt. 2023  | Hier wohnte Frieda Rose Jg. 1935 deportiert 1943 Auschwitz-Birkenau ermordet                                                                                     | Stolperstein für Frieda Rose                       |                                                                 | 66  |
| Auf dem Schmaarkamp 21 (Lage)        | 28. Okt. 2023  | Hier wohnte Arnold Rose Jg. 1940 deportiert 1943 Auschwitz-Birkenau ermordet                                                                                     | Stolperstein für Arnold Rose                       |                                                                 | 67  |
| Bardowicker Straße 4 (Lage)          | 19. Feb. 2013  | Hier wohnte Marie Klijnkramer geb. Feingersch Jg. 1911 Flucht 1939 Holland interniert Westerbork deportiert 1944 ermordet in Auschwitz                           | Stolperstein für Marie Klijnkramer geb. Feingersch |                                                                 | 36  |
| Bardowicker Straße 12 (Lage)         | 31. März 2005  | Hier wohnte Sally Baden Jg. 1885 deportiert 1942 Riga ermordet in Minsk                                                                                          | Stolperstein für Sally Baden                       |                                                                 | 10  |
| Bardowicker Straße 12 (Lage)         | 31. März 2005  | Hier wohnte Lucie Behr-Baden geb. Joseph Jg. 1887 deportiert 1941 Riga ermordet in Minsk                                                                         | Stolperstein für Lucie Behr-Baden                  |                                                                 | 11  |
| Barckhausenstraße 50 (Lage)          | 22. Nov. 2019  | Hier wohnte Robert Brendel Jg. 1889 im Widerstand zwangsversetzt 1934 Wesermünde zwangspensioniert 1936 Publikationsverbot Zwangsarbeit arbeitsunfähig           | Stolperstein für Robert Brendel                    |                                                                 | 48  |
| Barckhausenstraße 50 (Lage)          | 22. Nov. 2019  | Hier wohnte Xenia Brendel geb. Bernstein Jg. 1888 unfreiwillig verzogen Wesermünde 1934 Deportationsbefehl 1945 mit Hilfe überlebt                               | Stolperstein für Xenia Brendel                     |                                                                 | 49  |
| Bei der St. Johanniskirche 21 (Lage) | 19. Mai 2010   | Hier lernte Reinhold Rose Jg. 1929 deportiert 1943 ermordet in Auschwitz                                                                                         | Stolperstein für Reinhold Rose                     |                                                                 | 20  |
| Bei der St. Johanniskirche 21 (Lage) | 19. Mai 2010   | Hier lernte Alois Reiminius Jg. 1930 deportiert 1943 Auschwitz ermordet 27.8.1943                                                                                | Stolperstein für Alois Reiminius                   |                                                                 | 21  |
| Bei der St. Johanniskirche 21 (Lage) | 19. Mai 2010   | Hier lernte Franziska Reiminius Jg. 1931 deportiert 1943 Auschwitz ermordet 3.1.1944                                                                             | Stolperstein für Franziska Reiminius               |                                                                 | 22  |
| Feldstraße 30 (Lage)                 | 22. Nov. 2019  | Hier lehrte Robert Brendel Jg. 1889 im Widerstand zwangsversetzt 1934 Wesermünde zwangspensioniert 1936 Publikationsverbot Zwangsarbeit arbeitsunfähig           | Stolperstein für Robert Brendel                    |                                                                 | 50  |
| Georg-Böhm-Straße 4 (Lage)           | 22. Nov. 2019  | Hier wohnte Jürgen Endewardt Jg. 1941 eingewiesen 1942 Pflegeanstalt Lüneburg 'Kinderfachabteilung' ermordet 7.12.1942                                           | Stolperstein für Jürgen Endewardt                  |                                                                 | 54  |
| Große Bäckerstraße 2 (Lage)          | 28. Okt. 2023  | Hier arbeitete Henry Jacobson Jg. 1895 Flucht 1938 USA | Stolperstein für Henry Jacobson                    |                                                                 | 68  |
| Große Bäckerstraße 18 (Lage)         | 22. Nov. 2019  | Hier wohnte Leopold Less Jg. 1872 Flucht 1941 Russland Japan, USA                                                                                                | Stolperstein für Leopold Less                      |                                                                 | 57  |
| Große Bäckerstraße 18 (Lage)         | 22. Nov. 2019  | Hier wohnte Anna Less geb. Ahronheim Jg. 1882 Flucht 1941 Russland Japan, USA                                                                                    | Stolperstein für Anna Less                         |                                                                 | 58  |
| Große Bäckerstraße 18 (Lage)         | 22. Nov. 2019  | Hier wohnte Ernst Less Jg. 1905 Flucht 1938 USA | Stolperstein für Ernst Less                        |                                                                 | 59  |
| Große Bäckerstraße 18 (Lage)         | 22. Nov. 2019  | Hier wohnte Walter Less Jg. 1917 Flucht 1934 USA | Stolperstein für Walter Less                       |                                                                 | 60  |
| Große Bäckerstraße 23 (Lage)         | 25. Juli 2009  | Hier wohnte Adolf Schickler Jg. 1869 deportiert 1943 Theresienstadt tot 1943 auf Transport                                                                       | Stolperstein für Adolf Schickler                   |                                                                 | 7   |
| Große Bäckerstraße 23 (Lage)         | 25. Juli 2009  | Hier wohnte Hulda Schickler geb. Levie Jg. 1869 deportiert 1943 Theresienstadt tot 1944                                                                          | Stolperstein für Hulda Schickler                   |                                                                 | 8   |
| Haagestraße 2 (Lage)                 | 31. März 2005  | Hier wohnte Ruth Weinberger geb. Jacobson Jg. 1900 deportiert 1943 ermordet in Auschwitz                                                                         | Stolperstein für Ruth Weinberger                   |                                                                 | 16  |
| Haagestraße 2 (Lage)                 | 31. März 2005  | Hier wohnte Michael Weinberger Jg. 1931 deportiert 1943 ermordet in Auschwitz                                                                                    | Stolperstein für Michael Weinberger                |                                                                 | 17  |
| Haagestraße 2 (Lage)                 | 31. März 2005  | Hier wohnte Maria Weinberger Jg. 1936 deportiert 1943 ermordet in Auschwitz                                                                                      | Stolperstein für Maria Weinberger                  |                                                                 | 18  |
| Haagestraße 2 (Lage)                 | 28. Okt. 2023  | Hier wohnte Hermann Jacobsohn Jg. 1879 gedemütigt / entrechtet Flucht in den Tod 27. April 1933 Marburg                                                          | Stolperstein für Hermann Jacobsohn                 |                                                                 | 69  |
| Haagestraße 2 (Lage)                 | 28. Okt. 2023  | Hier wohnte Martha Jacobsohn verh. Meyer Jg. 1878 Flucht 1930 Holland deportiert 1943 Auschwitz ermordet 19.11.1943                                              | Stolperstein für Martha Meyer                      |                                                                 | 71  |
| Hinter der Sülzmauer 2 (Lage)        | 28. Okt. 2023  | Hier wohnte Horst Münzer Jg. 1934 eingewiesen 1937 Heilanstalt Rotenburg / Wümme 'verlegt’ 1941 Heilanstalt Lüneburg 'Kinderfachabteilung' ermordet 17.5 1942    | Stolperstein für Horst Münzer                      |                                                                 | 72  |
| Marcus-Heinemann-Straße 26 (Lage)    | 25. Juli 2009  | Hier wohnte Hermann Niemann Jg. 1882 verhaftet 1935 Sachsenhausen Tot 3.3.1940                                                                                   | Stolperstein für Hermann Niemann                   |                                                                 | 26  |
| Obere Schrangenstraße 13 (Lage)      | 31. März 2005  | Hier wohnte Alice Schmidt geb. Horwitz Jg. 1901 überlebt | Stolperstein für Alice Schmidt geb. Horwitz        |                                                                 | 1   |
| Obere Schrangenstraße 13 (Lage)      | 31. März 2005  | Hier wohnte Erna Horwitz Jg. 1903 Flucht überlebt | Stolperstein für Erna Horwitz                      |                                                                 | 2   |
| Obere Schrangenstraße 13 (Lage)      | 31. März 2005  | Hier wohnte Helmut Horwitz Jg. 1906 ??? | Stolperstein für Helmut Horwitz                    |                                                                 | 3   |
| Obere Schrangenstraße 13 (Lage)      | 31. März 2005  | Hier wohnte Else Horwitz geb. Cohnheim Jg. 1876 deportiert 1942 Theresienstadt ermordet in Auschwitz                                                             | Stolperstein für Else Horwitz                      |                                                                 | 4   |
| Obere Schrangenstraße 13 (Lage)      | 31. März 2005  | Hier wohnte Lucie Horwitz Jg. 1907 Flucht England überlebt | Stolperstein für Lucie Horwitz                     |                                                                 | 5   |
| Obere Schrangenstraße 13 (Lage)      | 31. März 2005  | Hier wohnte Walter Horwitz Jg. 1909 deportiert Riga ermordet | Stolperstein für Walter Horwitz                    |                                                                 | 6   |
| Rotehahnstraße 4 (Lage)              | 22. Nov. 2019  | Hier wohnte Mariechen Petersen Jg. 1933 eingewiesen 1942 Pflegeanstalt Lüneburg 'Kinderfachabteilung' ermordet 15.9.1943                                         | Stolperstein für Mariechen Petersen                |                                                                 | 62  |
| Rotehahnstraße 4 (Lage)              | 22. Nov. 2019  | Hier wohnte Inge Roxin Jg. 1939 eingewiesen 1943 Pflegeanstalt Lüneburg 'Kinderfachabteilung' ermordet 20.10.1943                                                | Stolperstein für Inge Roxin                        |                                                                 | 61  |
| Rotehahnstraße 20 (Lage)             | 27. Feb. 2009  | Hier wohnte Anna Friebe Jg. 1896 eingewiesen 15.4.1924 'Heilanstalt’ Lüneburg ermordet 1941 T4-Aktion                                                            | Stolperstein für Anna Friebe                       |                                                                 | 12  |
| Salzbrückerstraße 69 (Lage)          | 8. März 2014   | Hier wohnte Berta Lengel geb. Lirt Jg. 1872 deportiert 1942 Theresienstadt ermordet in Treblinka                                                                 | Stolperstein für Berta Lengel geb. Lirt            |                                                                 | 40  |
| Salzbrückerstraße 69 (Lage)          | 8. März 2014   | Hier wohnte Hirsch Lengel Jg. 1873 'Schutzhaft’ 1938 Sachsenhausen deportiert 1942 Theresienstadt 1942 Treblinka ermordet                                        | Stolperstein für Hirsch Lengel                     |                                                                 | 41  |
| Salzbrückerstraße 69 (Lage)          | 8. März 2014   | Hier wohnte Jakob Lengel Jg. 1907 verhaftet 1937 Buchenwald Flucht 1939 USA überlebt                                                                             | Stolperstein für Jakob Lengel                      |                                                                 | 42  |
| Salzbrückerstraße 69 (Lage)          | 8. März 2014   | Hier wohnte Max Hesse Jg. 1898 unfreiwillig verzogen 1939 Köln deportiert 1941 Łodz/Litzmannstadt ermordet                                                       | Stolperstein für Max Hesse                         |                                                                 | 43  |
| Salzbrückerstraße 69 (Lage)          | 8. März 2014   | Hier wohnte Toni Hesse geb. Lengel Jg. 1904 deportiert 1941 Riga/Jungfernhof ermordet in Stutthof                                                                | Stolperstein für Toni Hesse geb. Lengel            |                                                                 | 44  |
| Salzbrückerstraße 69 (Lage)          | 8. März 2014   | Hier wohnte Sonja Lengel Jg. 1903 deportiert 1941 Riga/Jungfernhof 1943 Stutthof ermordet                                                                        | Stolperstein für Sonja Lengel                      |                                                                 | 45  |
| Schießgrabenstraße 3 (Lage)          | 31. März 2005  | Hier wohnte Erich Meinhard Wolfsberg Jg. 1911 Flucht Holland deportiert ermordet in Auschwitz                                                                    | Stolperstein für Erich Meinhard Wolfsberg          |                                                                 | 13  |
| Schießgrabenstraße 3 (Lage)          | 31. März 2005  | Hier wohnte Grethe Wolfsberg geb.Friedheim Jg. 1877 Flucht Holland deportiert ermordet in Auschwitz                                                              | Stolperstein für Grethe Wolfsberg geb.Friedheim    |                                                                 | 14  |
| Schießgrabenstraße 3 (Lage)          | 31. März 2005  | Hier wohnte Günther Moritz Wolfsberg Jg. 1906 Flucht Holland ermordet in Auschwitz                                                                               | Stolperstein für Günther Moritz Wolfsberg          |                                                                 | 15  |
| Schillerstraße 5 (Lage)              | 22. Nov. 2019  | Hier wohnte Therese Schubert geb. Keck Jg. 1887 eingewiesen 1932 Pflegeanstalt Lüneburg 'verlegt’ 28.5.1941 Hadamar ermordet 28.5.1941 'Aktion T4'               | Stolperstein für Therese Schubert                  |                                                                 | 55  |
| Vor der Sülze 1 (Lage)               | 19. Feb. 2013  | Hier wohnte Hanna Josephine Kapp Jg. 1926 Flucht 1933 Frankreich verhaftet 1942 interniert Recebedou entlassen versteckt/überlebt                                | Stolperstein für Hanna Josephine Kapp              |                                                                 | 32  |
| Vor der Sülze 1 (Lage)               | 19. Feb. 2013  | Hier wohnte Heinrich Kapp Jg. 1898 Flucht 1933 Frankreich verhaftet 1942 interniert Recebedou Drancy ermordet                                                    | Stolperstein für Heinrich Kapp                     |                                                                 | 33  |
| Vor der Sülze 1 (Lage)               | 19. Feb. 2013  | Hier wohnte Manfred Siegbert Kapp Jg. 1928 Flucht 1933 Frankreich verhaftet 1942 interniert Recebedou entlassen versteckt/überlebt                               | Stolperstein für Manfred Siegbert Kapp             |                                                                 | 34  |
| Vor der Sülze 1 (Lage)               | 19. Feb. 2013  | Hier wohnte Sophie Kapp geb. Lengel Jg. 1899 Flucht 1933 Frankreich verhaftet 1942 interniert Recebedou deportiert Bergen-Belsen tot an Typhus                   | Stolperstein für Sophie Kapp geb. Lengel           |                                                                 | 35  |
| Wilschenbrucher Weg 20 (Lage)        | 8. März 2014   | Hier wohnte Daniel Dublon Jg. 1895 unfreiwillig verzogen 1934 Hamburg deportiert 1942 Theresienstadt befreit/überlebt                                            | Stolperstein für Daniel Dublon                     |                                                                 | 37  |
| Wilschenbrucher Weg 20 (Lage)        | 8. März 2014   | Hier wohnte Henny Dublon Jg. 1893 unfreiwillig verzogen 1939 Hamburg deportiert 1942 Theresienstadt 1943 Auschwitz ermordet                                      | Stolperstein für Henny Dublon                      | Ein weiterer Stolperstein befindet sich in Hamburg-Harvestehude | 38  |
| Wilschenbrucher Weg 20 (Lage)        | 8. März 2014   | Hier wohnte Hilde Dublon Jg. 1924 unfreiwillig verzogen Hamburg deportiert 1942 Theresienstadt ermordet 15.5.1943                                                | Stolperstein für Hilde Dublon                      |                                                                 | 39  |